# 2024年のザ・ベスト・FIFAフットボールアウォーズ
2024年のザ・ベスト・FIFAフットボールアウォーズは、2024年12月17日にカタール・ドーハで開催されたFIFAの年間表彰式『ザ・ベスト・FIFAフットボールアウォーズ』である。

## ザ・ベストFIFA男子選手
2024年11月28日に11人の候補者が選出された。12月17日に3名が最終候補者として発表された。
ヴィニシウス・ジュニオールが48ポイントで初受賞。
本年の男子選手は、2024年8月21日から2024年8月10日までの功績に応じて選出される。
| 順位           | 選手                       | 代表チーム   | 所属クラブ                              | ポイント   |
| 最終候補者     | 最終候補者                 | 最終候補者   | 最終候補者                              | 最終候補者 |
| -------------- | -------------------------- | ------------ | --------------------------------------- | ---------- |
| 1位            | ヴィニシウス・ジュニオール | ブラジル     | レアル・マドリード                      | 48         |
| 2位            | ロドリ                     | スペイン     | マンチェスター・シティ                  | 43         |
| 3位            | ジュード・ベリンガム       | イングランド | レアル・マドリード                      | 37         |
| その他の候補者 |                            |              |                                         |            |
| 4位            | ダニ・カルバハル           | スペイン     | レアル・マドリード                      | 31         |
| 5位            | ラミン・ヤマル             | スペイン     | バルセロナ                              | 30         |
| 6位            | リオネル・メッシ           | アルゼンチン | インテル・マイアミ                      | 25         |
| 7位            | トニ・クロース             | ドイツ       | レアル・マドリード                      | 18         |
| 8位            | アーリング・ハーランド     | ノルウェー   | マンチェスター・シティ                  | 18         |
| 9位            | キリアン・エムバペ         | フランス     | パリ・サンジェルマン レアル・マドリード | 14         |
| 10位           | フロリアン・ヴィルツ       | ドイツ       | バイエル・レバークーゼン                | 8          |
| 11位           | フェデリコ・バルベルデ     | ウルグアイ   | レアル・マドリード                      | 4          |

## ザ・ベストFIFA女子選手
2024年11月28日に16名の候補者が選出された.。12月17日に3名の最終候補者が発表され、2024年12月17日にアイタナ・ボンマティが52ポイントで最優秀選手に選ばれた  。
本年の女子選手は、2023年8月21日から2024年8月10日までの功績に応じて選出される。
| 順位           | 選手                             | 代表チーム     | 所属クラブ                    | ポイント   |
| 最終候補者     | 最終候補者                       | 最終候補者     | 最終候補者                    | 最終候補者 |
| -------------- | -------------------------------- | -------------- | ----------------------------- | ---------- |
| 1位            | アイタナ・ボンマティ             | スペイン       | バルセロナ                    | 52         |
| 2位            | バーバラ・バンダ                 | ザンビア       | 上海勝利 オーランド・プライド | 39         |
| 3位            | キャロライン・グラハム・ハンセン | ノルウェー     | バルセロナ                    | 37         |
| その他の候補者 |                                  |                |                               |            |
| 4位            | リンジー・ホラン                 | アメリカ合衆国 | オリンピック・リヨン          | 26         |
| 5位            | ルーシー・ブロンズ               | イングランド   | バルセロナ チェルシー         | 23         |
| 6位            | サルマ・パラジュエロ             | スペイン       | バルセロナ                    | 22         |
| 7位            | タビサ・チャウインガ             | マラウイ       | リヨン パリ・サンジェルマン   | 20         |
| 8位            | カディジャ・ショー               | ジャマイカ     | マンチェスター・シティ        | 19         |
| 9位            | オナ・バジェ                     | スペイン       | バルセロナ                    | 19         |
| 10位           | ナオミ・ギルマ                   | アメリカ合衆国 | サンディエゴ・ウェーブ        | 9          |
| 11位           | マリオナ・カルデンテイ           | スペイン       | バルセロナ アーセナル         | 6          |
| 12位           | ソフィア・スミス                 | アメリカ合衆国 | ポートランド・ソーンズ        | 4          |
| 13位           | キーラ・ウォルシュ               | イングランド   | バルセロナ                    | 1          |
| 14位           | トリニティ・ロッドマン           | アメリカ合衆国 | ワシントン・スピリット        | 0          |
| 15位           | マロリー・スワンソン             | アメリカ合衆国 | シカゴ・レッドスターズ        | 0          |
| 16位           | ローレン・ヘンプ                 | イングランド   | マンチェスター・シティ        | 0          |

## ザ・ベストFIFA男子ゴールキーパー
2024年11月27日に7名の候補者が選出された。2023年8月21日から2024年8月10日までの功績に応じて選出され、エミリアーノ・マルティネスが26ポイントで受賞した。
| 順位           | 選手                       | 代表チーム   | 所属クラブ               | ポイント   |
| 最終候補者     | 最終候補者                 | 最終候補者   | 最終候補者               | 最終候補者 |
| -------------- | -------------------------- | ------------ | ------------------------ | ---------- |
| 1位            | エミリアーノ・マルティネス | アルゼンチン | アストン・ヴィラ         | 26         |
| 2位            | エデルソン                 | イングランド | マンチェスター・シティ   | 16         |
| 3位            | ウナイ・シモン             | スペイン     | アスレティック・ビルバオ | 13         |
| その他の候補者 |                            |              |                          |            |
| 4位            | アンドリー・ルニン         | ウクライナ   | レアル・マドリード       | 11         |
| 5位            | ダビド・ラヤ               | スペイン     | アーセナル               | 5          |
| 6位            | ジャンルイジ・ドンナルンマ | イタリア     | パリ・サンジェルマン     | 1          |
| 7位            | マイク・メニャン           | フランス     | ミラン                   | 0          |

## ザ・ベストFIFA女子ゴールキーパー
2024年11月28日に5名の候補者が選出された。2023年8月21日から2024年8月10日までの功績に応じて選出され、アリッサ・ネイハーが26ポイントで選出された。
| 順位           | 選手                     | 代表チーム     | 所属クラブ                                        | ポイント   |
| 最終候補者     | 最終候補者               | 最終候補者     | 最終候補者                                        | 最終候補者 |
| -------------- | ------------------------ | -------------- | ------------------------------------------------- | ---------- |
| 1位            | アリッサ・ネイハー       | アメリカ合衆国 | シカゴ・レッドスターズ                            | 26         |
| 2位            | カタ・コル               | スペイン       | バルセロナ                                        | 22         |
| 3位            | メアリー・アープス       | イングランド   | マンチェスター・ユナイテッド パリ・サンジェルマン | 11         |
| その他の候補者 |                          |                |                                                   |            |
| 4位            | アン＝カトリン・バーガー | アメリカ合衆国 | チェルシー NJ/NY ゴッサムFC                       | 9          |
| 5位            | 山下杏也加               | 日本           | INAC神戸レオネッサ マンチェスター・シティ         | 4          |

## ザ・ベストFIFA男子監督
2024年11月28日に5名の候補者が選出された。
カルロ・アンチェロッティが26ポイントを獲得して受賞した。
| 順位           | 監督                       | 国籍         | 指導チーム               | ポイント   |
| 最終候補者     | 最終候補者                 | 最終候補者   | 最終候補者               | 最終候補者 |
| -------------- | -------------------------- | ------------ | ------------------------ | ---------- |
| 1位            | カルロ・アンチェロッティ   | イタリア     | レアル・マドリード       | 26         |
| 2位            | シャビ・アロンソ           | スペイン     | バイエル・レバークーゼン | 22         |
| 3位            | ジョゼップ・グアルディオラ | スペイン     | マンチェスター・シティ   | 10         |
| その他の候補者 |                            |              |                          |            |
| 4位            | ルイス・デ・ラ・フエンテ   | スペイン     | スペイン代表             | 9          |
| 5位            | リオネル・スカローニ       | アルゼンチン | アルゼンチン代表         | 5          |

## ザ・ベストFIFA女子監督
2024年11月28日に8名の候補者が選出された。
エマ・ヘイズが23ポイントを獲得して受賞した。
| 順位           | 監督                     | 国籍         | 指導チーム                        | ポイント   |
| 最終候補者     | 最終候補者               | 最終候補者   | 最終候補者                        | 最終候補者 |
| -------------- | ------------------------ | ------------ | --------------------------------- | ---------- |
| 1位            | エマ・ヘイズ             | イングランド | チェルシー · アメリカ合衆国代表   | 23         |
| 2位            | ジョナタン・ヒラルデス   | スペイン     | バルセロナ ワシントン・スピリット | 20         |
| 3位            | アルトゥール・エリアス   | ブラジル     | コリンチャンス · ブラジル代表     | 13         |
| その他の候補者 |                          |              |                                   |            |
| 4位            | ソニア・ボンパストル     | フランス     | リヨン チェルシー                 | 12         |
| 5位            | 池田太                   | 日本         | 日本代表                          | 2          |
| 6位            | エレナ・サディク         | スウェーデン | セルティック                      | 0          |
| 7位            | ガレス・テイラー         | イングランド | マンチェスター・シティ            | 0          |
| 8位            | サンドリーヌ・スベライン | フランス     | パリFC                            | 0          |

## FIFA/FIFProワールドイレブン

### 男子
2024年11月28日に77人の候補者リストが発表された。2023年8月21日から2024年8月10日まで男女別各ポジションで印象的な活躍をした選手（トニ・クロースは受賞時には現役を引退）が選ばれた。
| ポジション | 選手                       | 国籍         | 所属クラブ                   |
| ---------- | -------------------------- | ------------ | ---------------------------- |
| GK         | エミリアーノ・マルティネス | アルゼンチン | アストン・ヴィラ             |
| DF         | ダニ・カルバハル           | スペイン     | レアル・マドリード           |
| DF         | アントニオ・リュディガー   | ドイツ       | レアル・マドリード           |
| DF         | ルベン・ディアス           | ポルトガル   | マンチェスター・シティ       |
| DF         | ウィリアン・サリバ         | フランス     | アーセナル                   |
| MF         | ジュード・ベリンガム       | イングランド | レアル・マドリード           |
| MF         | ロドリ                     | スペイン     | マンチェスター・シティ       |
| MF         | トニ・クロース             | ドイツ       | レアル・マドリード （→引退） |
| FW         | ラミン・ヤマル             | スペイン     | バルセロナ                   |
| FW         | アーリング・ハーランド     | ノルウェー   | マンチェスター・シティ       |
| FW         | ヴィニシウス・ジュニオール | ブラジル     | レアル・マドリード           |

その他の候補者
| 選手                             | クラブ                                  |
| GK                               | GK                                      |
| -------------------------------- | --------------------------------------- |
| ヤシン・ブヌ                     | アル・ヒラル                            |
| ジャンルイジ・ドンナルンマ       | パリ・サンジェルマン                    |
| エデルソン・モライス             | マンチェスター・シティ                  |
| アンドリー・ルニン               | レアル・マドリード                      |
| マイク・メニャン                 | ミラン                                  |
| ギオルギ・ママルダシュヴィリ     | バレンシア                              |
| ダビド・ラヤ                     | アーセナル                              |
| ウナイ・シモン                   | アスレティック・ビルバオ                |
| ヤン・ゾマー                     | インテル・ミラノ                        |
| ロンウェン・ウィリアムズ         | マメロディ・サンダウンズ                |
| DF                               |                                         |
| マヌエル・アカンジ               | マンチェスター・シティ                  |
| アレッサンドロ・バストーニ       | インテル・ミラノ                        |
| ブレーメル                       | ユヴェントス                            |
| リベラト・カカーチェ             | エンポリ                                |
| ダンテ                           | ニース                                  |
| アルフォンソ・デイヴィス         | バイエルン・ミュンヘン                  |
| フェデリコ・ディマルコ           | インテル・ミラノ                        |
| ジェレミー・フリンポン           | バイエル・レバークーゼン                |
| ガブリエウ・マガリャンイス       | アーセナル                              |
| アレハンドロ・グリマルド         | バイエル・レバークーゼン                |
| アクラフ・ハキミ                 | パリ・サンジェルマン                    |
| マッツ・フンメルス               | ドルトムント ローマ                     |
| アリスター・ジョンストン         | セルティック                            |
| アイメリク・ラポルテ             | アル・ナスル                            |
| ニノ                             | フルミネンセ ゼニト                     |
| ニコラス・オタメンディ           | ベンフィカ                              |
| ヨナタン・ター                   | バイエル・レバークーゼン                |
| ウィリアム・トロースト＝エコング | PAOK アル・ホロード                     |
| MF                               |                                         |
| ルチアーノ・アコスタ             | シンシナティ                            |
| ティアゴ・アルマダ               | アトランタ・ユナイテッド ボタフォゴ     |
| アレックス・バエナ               | ビジャレアル                            |
| ハカン・チャルハノール           | インテル・ミラノ                        |
| エドゥアルド・カマヴィンガ       | レアル・マドリード                      |
| フィル・フォーデン               | マンチェスター・シティ                  |
| ガンソ                           | フルミネンセ                            |
| 久保建英                         | レアル・ソシエダ                        |
| フェルミン・ロペス               | バルセロナ                              |
| マルティン・ウーデゴール         | アーセナル                              |
| ダニ・オルモ                     | RBライプツィヒ バルセロナ               |
| コール・パーマー                 | チェルシー                              |
| クリスチャン・プルシック         | ミラン                                  |
| デクラン・ライス                 | アーセナル                              |
| ハメス・ロドリゲス               | サンパウロ ラージョ・バジェカーノ       |
| ファビアン・ルイス               | パリ・サンジェルマン                    |
| フェデリコ・バルベルデ           | レアル・マドリード                      |
| フロリアン・ヴィルツ             | バイエル・レバークーゼン                |
| グラニト・ジャカ                 | バイエル・レバークーゼン                |
| FW                               |                                         |
| アクラム・アフィーフ             | アル・サッド                            |
| ピエール＝エメリク・オーバメヤン | マルセイユ アル・カーディシーヤ         |
| ヘルマン・カノ                   | フルミネンセ                            |
| アルテム・ドフビク               | ジローナ ローマ                         |
| ヴィクトル・ギェケレシュ         | スポルティングCP                        |
| ハリー・ケイン                   | バイエルン・ミュンヘン                  |
| アデモラ・ルックマン             | アタランタ                              |
| ラウタロ・マルティネス           | インテル・ミラノ                        |
| キリアン・エムバペ               | パリ・サンジェルマン レアル・マドリード |
| リオネル・メッシ                 | インテル・マイアミ                      |
| ジャマル・ムシアラ               | バイエルン・ミュンヘン                  |
| スフィアン・ラヒミ               | アル・アイン                            |
| ロドリゴ                         | レアル・マドリード                      |
| クリスティアーノ・ロナウド       | アル・ナスル                            |
| サロモン・ロンドン               | リーベル・プレート パチューカ           |
| ブカヨ・サカ                     | アーセナル                              |
| ルイス・スアレス                 | グレミオ インテル・マイアミ             |
| オリー・ワトキンス               | アストン・ヴィラ                        |
| ニコ・ウィリアムズ               | アスレティック・ビルバオ                |

### 女子
| ポジション | 選手                             | 国籍           | 所属クラブ             |
| ---------- | -------------------------------- | -------------- | ---------------------- |
| GK         | アリッサ・ネイハー               | アメリカ合衆国 | シカゴ・レッドスターズ |
| DF         | ルーシー・ブロンズ               | イングランド   | バルセロナ チェルシー  |
| DF         | イレーネ・パレデス               | スペイン       | バルセロナ             |
| DF         | ナオミ・ギルマ                   | アメリカ合衆国 | サンディエゴ・ウェーブ |
| DF         | オナ・バジェ                     | スペイン       | バルセロナ             |
| MF         | カビ・ポルティーリョ             | ブラジル       | コリンチャンス         |
| MF         | パトリ・ギハロ                   | スペイン       | バルセロナ             |
| MF         | リンジー・ホラン                 | アメリカ合衆国 | オリンピック・リヨン   |
| MF         | アイタナ・ボンマティ             | スペイン       | バルセロナ             |
| FW         | キャロライン・グラハム・ハンセン | ノルウェー     | バルセロナ             |
| FW         | サルマ・パラジュエロ             | スペイン       | バルセロナ             |

その他の候補者
| 選手                                   | 所属クラブ                                        |
| GK                                     | GK                                                |
| -------------------------------------- | ------------------------------------------------- |
| アン＝カトリン・ベルガー               | チェルシー NJ/NY ゴッサム                         |
| カタリーナ・コール                     | バルセロナ                                        |
| メアリー・アープス                     | マンチェスター・ユナイテッド パリ・サンジェルマン |
| クリスティアーネ・エンドレル           | オリンピック・リヨン                              |
| ハンナ・ハンプトン                     | チェルシー                                        |
| ロレーナ                               | グレミオ                                          |
| ゼチラ・ムショビッチ                   | チェルシー                                        |
| サンドラ・パニョス                     | バルセロナ クラブ・アメリカ                       |
| カイレン・シェリダン                   | サンディエゴ・ウェーブ                            |
| 山下杏也加                             | INAC神戸レオネッサ マンチェスター・シティ         |
| DF                                     |                                                   |
| セルマ・バシャ                         | オリンピック・リヨン                              |
| ナタリー・ビョルン                     | エヴァートン チェルシー                           |
| キャサリン・ジョーン・ボット           | レスター・シティ                                  |
| マイリー・ブライト                     | チェルシー                                        |
| カデイシャ・ブキャナン                 | チェルシー                                        |
| エリー・カーペンター                   | オリンピック・リヨン                              |
| ジェス・カーター                       | チェルシー NJ/NY ゴッサム                         |
| ステフ・キャトリー                     | アーセナル                                        |
| ニアム・チャールズ                     | チェルシー                                        |
| イングリッド・シルスタッド・エンゲン   | バルセロナ                                        |
| エミリー・フォックス                   | NCカレッジ アーセナル                             |
| ヴァネッサ・ギレス                     | オリンピック・リヨン                              |
| ジュリア・グヴィン                     | バイエルン・ミュンヘン                            |
| アシュリー・ローレンス                 | チェルシー                                        |
| タルチアン                             | コリンチャンス ヒューストン・ダッシュ             |
| ケイティ・マッケイブ                   | アーセナル                                        |
| ラファエレ・ソウザ                     | オーランド・プライド                              |
| グロディス・ペルラ・ヴィゴスドッティル | バイエルン・ミュンヘン                            |
| MF                                     |                                                   |
| テレサ・アベレイラ                     | レアル・マドリード                                |
| ライア・アレイシャンドリ               | マンチェスター・シティ                            |
| ユーレ・ブラント                       | ヴォルフスブルク                                  |
| サマンサ・コフィー                     | ポートランド・ソーンズ                            |
| エリン・カスバート                     | チェルシー                                        |
| ケンザ・ダリ                           | アストン・ヴィラ                                  |
| ダマリス・エグロラ                     | オリンピック・リヨン                              |
| ジェシー・フレミング                   | チェルシー ポートランド・ソーンズ                 |
| グレイス・ゲヨロ                       | パリ・サンジェルマン                              |
| マヌエラ・ジュリアーノ                 | ローマ                                            |
| 長谷川唯                               | マンチェスター・シティ                            |
| 熊谷紗希                               | ローマ                                            |
| シェイク・ヌースケン                   | チェルシー                                        |
| レベッカ・クイン                       | シアトル・レイン                                  |
| グロ・レイテン                         | チェルシー                                        |
| サンディー・トレッティ                 | レアル・マドリード                                |
| キーラ・ウォルシュ                     | バルセロナ                                        |
| ダニエレ・ファン・デ・ドンク           | オリンピック・リヨン                              |
| FW                                     |                                                   |
| アドリアーナ                           | オーランド・プライド                              |
| バーバラ・バンダ                       | 上海勝利 オーランド・プライド                     |
| クララ・ビュール                       | バイエルン・ミュンヘン                            |
| マリオナ・カルデンテイ                 | バルセロナ アーセナル                             |
| タビサ・チャウインガ                   | パリ・サンジェルマン オリンピック・リヨン         |
| テムワ・チャウインガ                   | 武漢江漢 カンザスシティ・カレント                 |
| カディディアトゥー・ディアニ           | オリンピック・リヨン                              |
| コルヴェンティーナ                     | オリンピック・リヨン                              |
| ローレン・ヘンプ                       | マンチェスター・シティ                            |
| ローレン・ジェームス                   | チェルシー                                        |
| マリーアントワネット・カトト           | パリ・サンジェルマン                              |
| レーチェル・クンダナンジ               | マドリードCFF ベイFC                              |
| ケロリン・ニコリ                       | NCカレッジ                                        |
| エヴァ・パヨル                         | ヴォルフスブルク バルセロナ                       |
| マイラ・ラミレス                       | レバンテ チェルシー                               |
| トリニティ・ロッドマン                 | ワシントン・スピリット                            |
| リー・シュレル                         | バイエルン・ミュンヘン                            |
| カディジャ・ショー                     | マンチェスター・シティ                            |
| ソフィア・スミス                       | ポートランド・ソーンズ                            |
| マロリー・スワンソン                   | シカゴ・レッドスターズ                            |

### FIFAプスカシュ賞
この賞は2023年8月21日から2024年8月10日までの期間中に生まれたゴールの中から最も華麗な男子選手のゴールを称えるものである。ノミネートされたゴールに対し、ファンおよびFIFAレジェンズパネリストの2グループがそれぞれ1位（5ポイント）、2位（3ポイント）、3位（1ポイント）に投票する。2つの投票者グループには、グループの投票者人数にかかわらず、それぞれ全投票の50％の票数が配分され、最終的に最も多くのポイントを獲得したゴールがプスカシュ賞に選出される。2024年11月29日にノミネートされた11のゴールが発表され、26ポイントを獲得したアレハンドロ・ガルナチョがアルゼンチン人として初となるプスカシュ賞の受賞を果たした 。
| 順位 | 選手                       | 試合 （所属チーム 試合結果 対戦相手）                       | コンペティション              | 開催日         | ポイント |
| ---- | -------------------------- | ----------------------------------------------------------- | ----------------------------- | -------------- | -------- |
| 1    | アレハンドロ・ガルナチョ   | マンチェスター・ユナイテッド (3-0) エヴァートン             | プレミアリーグ                | 2023年11月26日 | 26       |
| 2    | ヤシン・ベンジア           | アルジェリア (3-3) 南アフリカ共和国                         | FIFAシリーズ                  | 2024年3月26日  | 22       |
| 3    | デニス・オメディ           | キタラFC (3-3) KCCA                                         | FUFA スーパー8 2024           | 2024年8月6日   | 16       |
| 4    | モハメド・クドゥス         | ウェストハム・ユナイテッド (5-0) フライブルク               | UEFAヨーロッパリーグ          | 2024年3月14日  | 13       |
| 5    | ワルテル・ボウ             | ラヌース (3-2) ティグレ                                     | アルゼンチン・プリメーラ      | 2024年8月4日   | 13       |
| 6    | フェデリコ・ディマルコ     | インテル・ミラノ(2-0) フロジノーネ                          | セリエA                       | 2023年11月12日 | 12       |
| 7    | ジェイデン・フィロジーン   | ハル・シティ (2-1) ロザラム・ユナイテッド                   | EFLチャンピオンシップ         | 2024年2月13日  | 12       |
| 8    | テリー・アントニス         | メルボルン・シティ (7-0) ウェスタン・シドニー・ワンダラーズ | Aリーグ・メン                 | 2024年3月12日  | 8        |
| 9    | ミチャエル・チリノス       | ホンジュラス (1-3) コスタリカ                               | コパ・アメリカ 予選プレーオフ | 2024年3月23日  | 7        |
| 10   | ハサン・アル＝ハイドゥース | カタール (1-0) 中華人民共和国                               | アジアカップ                  | 2024年1月21日  | 7        |
| 11   | ポール・オヌアチュ         | トラブゾンスポル (2-1) コンヤスポル                         | スュペル・リグ                | 2023年11月10日 | 4        |

## FIFAマルタ賞
2024年から女子サッカー界のベストゴールに贈られる賞が新設された。この賞はブラジルの伝説的なフォワードマルタにちなんで名付けられたもので、2023年8月21日から2024年8月10日までの期間中に生まれた最も華麗な女子選手のゴールを称えるものである。受賞候補者は2024年11月29日に発表され、初回は賞の名前にもなったマルタ自身が受賞した。
| 順位 | 選手                       | 試合                                     | コンペティション              | 開催日         | ポイント |
| ---- | -------------------------- | ---------------------------------------- | ----------------------------- | -------------- | -------- |
| 1    | マルタ                     | ブラジル – ジャマイカ                    | 親善試合                      | 2024年6月1日   | 22       |
| 2    | アシサット・オショアラ     | バルセロナ – ベンフィカ                  | UEFA女子チャンピオンズリーグ  | 2023年11月14日 | 20       |
| 3    | サキナ・カルカウィ         | フランス – スウェーデン                  | UEFA欧州女子選手権・予選      | 2024年7月12日  | 16       |
| 4    | Giuseppina Moraca          | ラツィオ – ボローニャ                    | セリエB                       | 2023年10月15日 | 15       |
| 5    | マイラ・ペラーヨ＝ベルナル | メキシコ – アメリカ合衆国                | 2024 CONCACAF Wゴールドカップ | 2024年2月27日  | 12       |
| 6    | パウリナ・クランビーゲル   | ホッフェンハイム - デュースブルク        | フラウエンブンデスリーガ      | 2024年2月2日   | 12       |
| 7    | デルフィーヌ・カスカリーノ | オリンピック・リヨン – ベンフィカ        | UEFA女子チャンピオンズリーグ  | 2024年3月27日  | 10       |
| 8    | ベス・ミード               | アーセナル – ウェストハム・ユナイテッド  | ウィメンズ・スーパーリーグ    | 2023年11月26日 | 9        |
| 9    | マリナ・ヘゲリング         | ヴォルフスブルク – SGSエッセン           | フラウエンブンデスリーガ      | 2024年1月29日  | 9        |
| 10   | トリニティ・ロッドマン     | アメリカ合衆国 – 日本                    | 2024年パリオリンピック        | 2024年8月3日   | 9        |
| 11   | ニーナ・マテイッチ         | U-19 セルビア代表 – U-19イングランド代表 | UEFA U-19女子選手権           | 2024年7月17日  | 6        |

## FIFAフェアプレー賞
この賞はピッチ内外で模範的なフェアプレーを行った選手、監督、チーム、試合関係者、ファン個人、ファングループに贈られる栄誉であり、受賞者はFIFAと外部のサッカー関係者を代表する専門家らによって選出される。2024年リオグランデ・ド・スルの大洪水で懸命に救助活動を行なったSCインテルナシオナルのチアゴ・マイアが受賞した。
| 受賞者         | 受賞理由 |
| -------------- | --- |
| チアゴ・マイア | 2024年にブラジル南部のリオグランデ・ド・スル州に壊滅的な被害をもたらした大洪水で、浸水したビルからマイアが高齢の女性を背負って救出する姿をビデオに収められた。マイアが首の高さまで浸水した水をかき分けて救助活動するその動画は瞬く間に拡散され、ブラジル国内外から称賛を浴びた。 |

## FIFAファン賞
この賞は、コンペティション、性別、国籍を問わず2023年8月から2024年8月にかけてのファンの最高の瞬間やジェスチャーを称えるものである。FIFAレジェンドとサッカーの専門家で構成される審査員団により、最終選考で残った3名が受賞候補者に選出された。その後、FIFA公式サイトでの一般投票によって受賞者が決定される。各投票者は1位、2位、3位を選出し、順位に応じて各候補者にポイントが付与された（第1位は5ポイント、第2位は3ポイント、第3位は1ポイント）。最終候補者の得点が同点の場合は、最も多くの投票者が1位に選んだ候補者に賞が授与される。
2024年12月18日、ブラジルの少年Guilherme Gandra Mouraが受賞した。また、前年までとは異なり2位以下の順位と各候補者の獲得ポイント数は公表されなかった。
| 順位   | ファン                 | 理由 |
| ------ | ---------------------- | --- |
| 1      | Guilherme Gandra Moura | ヴァスコ・ダ・ガマのサポーターで難病の表皮水疱症を抱える彼は肺炎に倒れ昏睡状態に陥った。彼は16日後に目を覚まし、母親と再会する動画は瞬く間にSNSで拡散された。 当時ヴァスコのスター選手だったガブリエル・ペックは見舞いに行き、退院後の2023年8月に試合のエスコートキッズに選ばれた。                                                            |
| 非公表 | José Armando           | 熱狂的なクルス・アスルのサポーターだったホセは、5歳で白血病と診断されてから9年間、勇気と勇気をもって病気と真正面から取り組み、国民とクラブに感動を与えてわずか14歳でこの世を去った。 彼が亡くなる直前、クルス・アスルのウリエル・アントゥナは、グアダラハラ戦でゴールを祝う際に彼のニックネームである「Negui」と書かれたシャツを頭上に掲げた。 |
| 非公表 | Craig Ferguson         | スコットランド代表のファンである彼はUEFA EURO 2024開幕前にグラスゴーからミュンヘンまで37日かけて1,000マイル以上を歩き、約8万£を集めるチャリティーに成功した。 |